# Jena (India)
Jena è una suddivisione dell'India, classificata come census town, di 7.154 abitanti, situata nel distretto di Bokaro, nello stato federato del Jharkhand. In base al numero di abitanti la città rientra nella classe V (da 5.000 a 9.999 persone).

## Geografia fisica
La città è situata a 23° 40' 34 N e 86° 01' 05 E.

## Società

### Evoluzione demografica
Al censimento del 2001 la popolazione di Jena assommava a 7.154 persone, delle quali 3.848 maschi e 3.306 femmine. I bambini di età inferiore o uguale ai sei anni assommavano a 969, dei quali 525 maschi e 444 femmine. Infine, coloro che erano in grado di saper almeno leggere e scrivere erano 4.516, dei quali 2.875 maschi e 1.641 femmine.